# Maják Girdleness
Maják Girdle Ness (nebo Girdleness Lighthouse) se nachází poblíž Torry Battery na poloostrově Girdle Ness jižně od vjezdu do přístavu Aberdeen ve Skotsku. Aktivní maják spravuje Northern Lighthouse Board.

## Popis
Maják tvoří kuželovitá odstupňovaná válcová věž, natřená na bílo. Asi ve třetině výšky je rozšířena s ochozem a se strážní místností s oknem, ve kterém by umístěn druhý světelný zdroj. Věž je ukončena ochozem s černou lucernou. Je vysoká 37 m a k lucerně, která každých 20 sekund vydává dva bílé záblesky, vede 182 schodů. K věži přiléhá jednopodlažní obydlí strážců majáku (které bylo odprodáno) a vedlejší budovy. DGPS bylo do 31. března 2022 zajišťováno prostřednictvím dvou rádiových stožárů. Maják byl automatizován v roce 1991 a je nepřetržitě sledován on-line z centrály Northern Lighthouse Board v Edinburghu. Maják není přístupný veřejnosti, po roce 1968 byl instalován racon. Maják je od roku 1976 památkově chráněnou budovou kategorie A.

## Historie
V roce 1813 byla velrybářská loď Oscar při bouři vyvržena na břeh v zátoce Greyhope u vjezdu do přístavu Aberdeen. Přes veškerou snahu se podařilo zachránit pouze dva muže ze čtyřiceti čtyř. Neštěstí nemělo nic společného s nedostatkem světla – posádka byla opilá a neschopná, ale silně se volalo po tom, aby byl na mysu nad zátokou postaven maják, což se podařilo až o dvacet let později.
Stavbu vyprojektoval Robert Stevenson a hlavním dodavatelem (stavebníkem) byl James Gibb. Stavba byla dokončena v roce 1833 a maják se poprvé rozsvítil 15. října – rezidentním inspektorem se stal Alexander Slight a rezidentním inženýrem Alan Stevenson. Původně se používal spermacetový olej v osmnácti argandových hořácích, které dávaly stálé světlo v ohnisku parabolického reflektoru o průměru 530 mm z postříbřené mědi. V roce 1847 bylo instalováno dioptrické světlo a předchozí lucerna byla přemístěna na maják Inchkeith. V roce 1870 byl experimentálně použit parafín. V roce 1890 bylo světlo nahrazeno jedním otočným světlem o výkonu 200 000 cd. Do té doby byla ve výšce strážní místnosti druhá úroveň třinácti světel s podobným reflektorem, aby bylo možné zobrazit bílé světlo na dvou úrovních. Jako člen královské komise navštívil v roce 1860 maják Královský astronom George Airy. Řekl o něm, že je to nejlepší maják, který jsem viděl.

## Nautofon

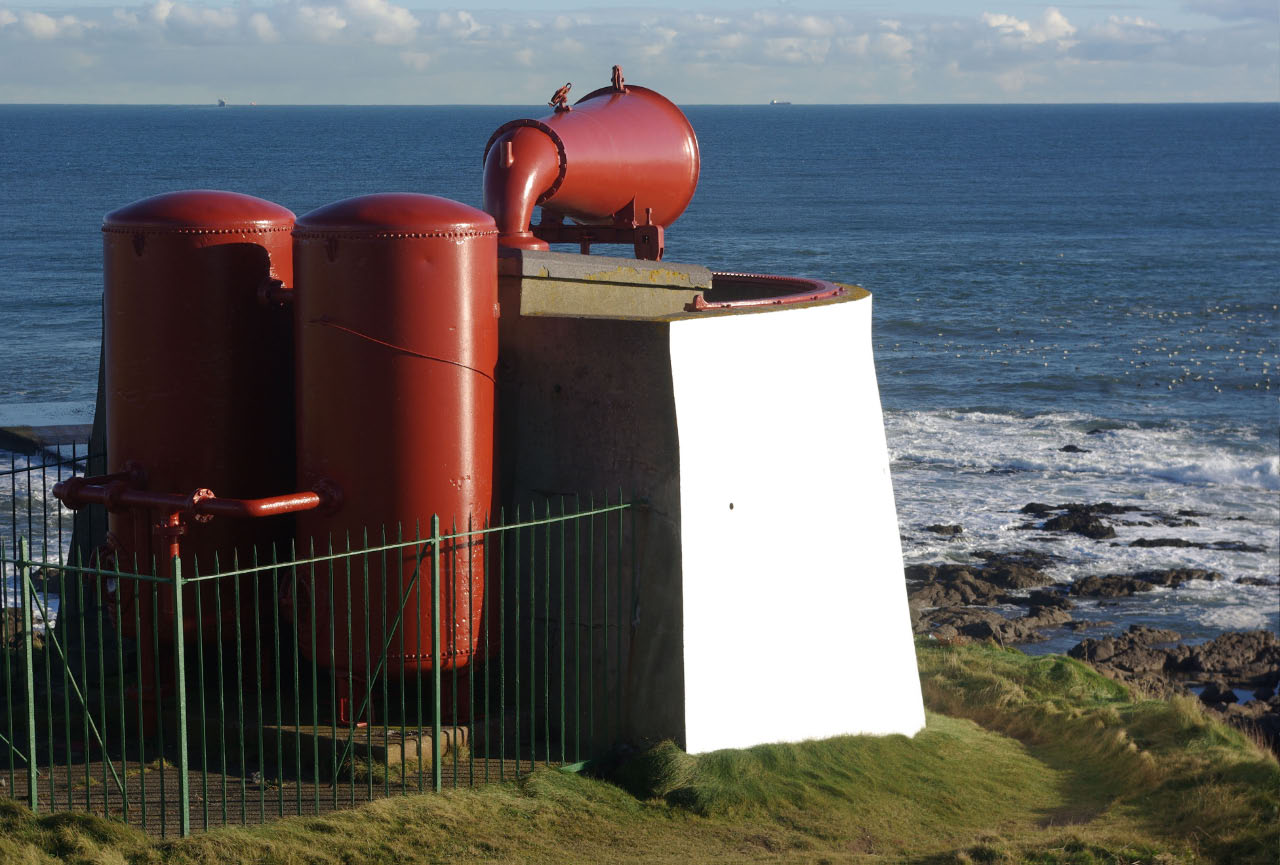
Torry Coo

Až do roku 1987 fungoval nedaleký nautofon, když byla viditelnost menší než 5 nm (9,3 km). Přezdívalo se mu Torry Coo (v narážce na „Turra Coo“), protože znělo jako bučení, které bylo slyšet na vzdálenost dvaceti mil. Přestože se již nepoužívá, nautofon se zachoval.